# 小行星4644
小行星4644（英語：4644 Oumu）是一颗围绕太阳公转的小行星。1990年9月16日，高橋篤史、渡邊和郎在北见发现了此天体。
这颗小行星的绝对星等为206.9196457287313等。